# Wahlkreis Satakunta
Der Wahlkreis Satakunta (Wahlkreis 04) ist einer von 13 finnischen Wahlkreisen für die Wahlen zum finnischen Parlament und zum Präsidenten der Republik Finnland. Er besteht seit 1907 und umfasst die finnische Landschaft Satakunta. Bei den Parlamentswahlen stehen jedem Wahlkreis orientiert an der Einwohnerzahl eine bestimmte Anzahl von Mandaten im Parlament zu, dem Wahlkreis Satakunta derzeit acht Sitze.